# 淮海街
淮海街是中華人民共和國江蘇省蘇州市虎丘區一條南北走向道路，北起淮海路，南至靈岩街。淮海街全长约550米，於1994年10月开始营业。該街佈滿日本料理和酒吧店，所以又稱日本街。
2010年4月，淮海街所在的狮山、横塘街道启动淮海街改造工作。9月27日，改造完成，重新开业，增设樱花公园、淮海小剧场、时尚外摆区域等。2010年底，淮海街被评为国家级著名和特色商业街区。2022年8月，发生和服事件並引起廣泛爭議。